# Хельдманн, Константин
Константин Хельдманн (нем. Constantin Heldmann; 7 марта 1893, Детмольд — 29 сентября 1965, Кирххофен) — штандартенфюрер СС.

## Военная служба
В феврале 1912 года вступил во флот в качестве зеекадета. Участвовал в Первой мировой войне, награждён Железным крестом 2-го класса и другими наградами, был ранен, попал в плен к французам. Покинул армию в марте 1930 года. Занимался экспортной торговлей. В апреле 1931 вступил в НСДАП (№ 502 132).

## Член СС
В марте 1934 года вступил в СС (№ 59 138).

### Чины
- С 24 декабря 1933 — штурмфюрер СС.
- С 12 марта 1934 — оберштурмфюрер СС.
- С 17 июня 1934 — гауптштурмфюрер СС.
- С 20 апреля 1935 — штурмбаннфюрер СС
- С 30 января 1937 — оберштурмбаннфюрер СС.
- С 11 сентября 1938 — штандартенфюрер СС.

В ноябре 1939 года вступил в войска СС с понижением в чине до гауптштурмфюрера войск СС резерва (как офицер резерва, не служивший в войсках СС в предвоенный период), но уже 20 апреля 1943 года стал оберштурмбаннфюрером войск СС резерва.

## Должности
- С 1933 служил в штабе 13-го абшнитта (района) СС.
- С 15 января по 19 сентября 1934 — начальник штаба 13-го абшнитта СС.
- С 1 октября 1934 по 1 октября 1935 — командир 22-го штандарта СС (Шверин).
- В октябре — ноябре 1935 — специальный офицер в штабе 15-го абшнитта СС.
- С ноября 1935 по 15 марта 1937 — начальник штаба 9-го абшнитта СС.
- С 31 июля 1937 по 1 июля 1939 — начальник штаба СС-оберабшнитта «Майн».
- С 1 июля по 1 сентября 1939 — фюрер 9-го абшнитта СС.
- С началом Второй мировой войны поступил в вермахт как офицер резерва, служил в артиллерии.
- В ноябре-декабре 1939 — командир батареи в артиллерийском эрзатц-дивизионе СС.
- С декабря 1939 по январь 1941 — командир артиллерийского эрзатц-абтейлунга (военного подразделения численностью до батальона) «Тотенкопф».
- В январе-сентябре 1941 — командир 4-го батальона артиллерийского полка в дивизии СС «Викинг».
- В июне-сентябре 1941, одновременно, командовал артиллерийским эрзатц-абтейлунгом СС.
- В октябре 1941 — марте 1942 — командир 6-го артиллерийского полка дивизии СС «Норд».
- В июле-августе 1942 — командир артиллерийского эрзатц-полка СС.
- В августе 1942 по март 1944 был ответственным за пополнение и обеспечение финского батальона СС.
- С 1 февраля 1943 по 8 мая 1945 был номинально фюрером 4-го абшнитта СС (реально продолжал проходить службу в войсках СС).
- С марта 1944 был инспектором по тяжёлому вооружению при верховном руководителе СС и полиции в Италии.
- В марте-ноябре 1944 был офицером Ia (начальником оперативного отдела) 1-й итальянской бригады СС.
- С ноября 1944 по 15 февраля 1945 — заместитель командира этой бригады.
- С 15 февраля по 8 мая 1945 — командир 29-й итальянской дивизии СС, в которую была преобразована 1-я итальянская бригада СС.

## Награды
- Железный крест 2-го класса (за Первую мировую войну).
- Пряжка к Железному кресту 2-го класса.
- Железный крест 1-го класса.
- Крест «За военные заслуги» 2-го класса с мечами.